# Каррікола
Каррікола (валенс. Carrícola, ісп. Carrícola) — муніципалітет в Іспанії, у складі автономної спільноти Валенсія, у провінції Валенсія. Населення — 93 особи (2010).

## Географія
Муніципалітет розташований на відстані близько 330 км на південний схід від Мадрида, 70 км на південь від Валенсії.

## Демографія
Динаміка населення (INE ):

## Галерея зображень

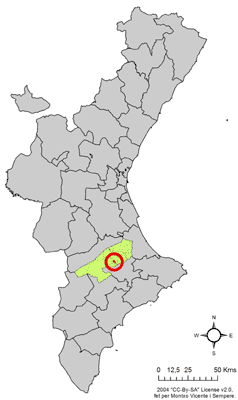
Розташування муніципалітету Каррікола у автономній спільноті Валенсія
Розташування муніципалітету Каррікола у комарці Вальє-де-Альбайда